# Gwenllian Morgan

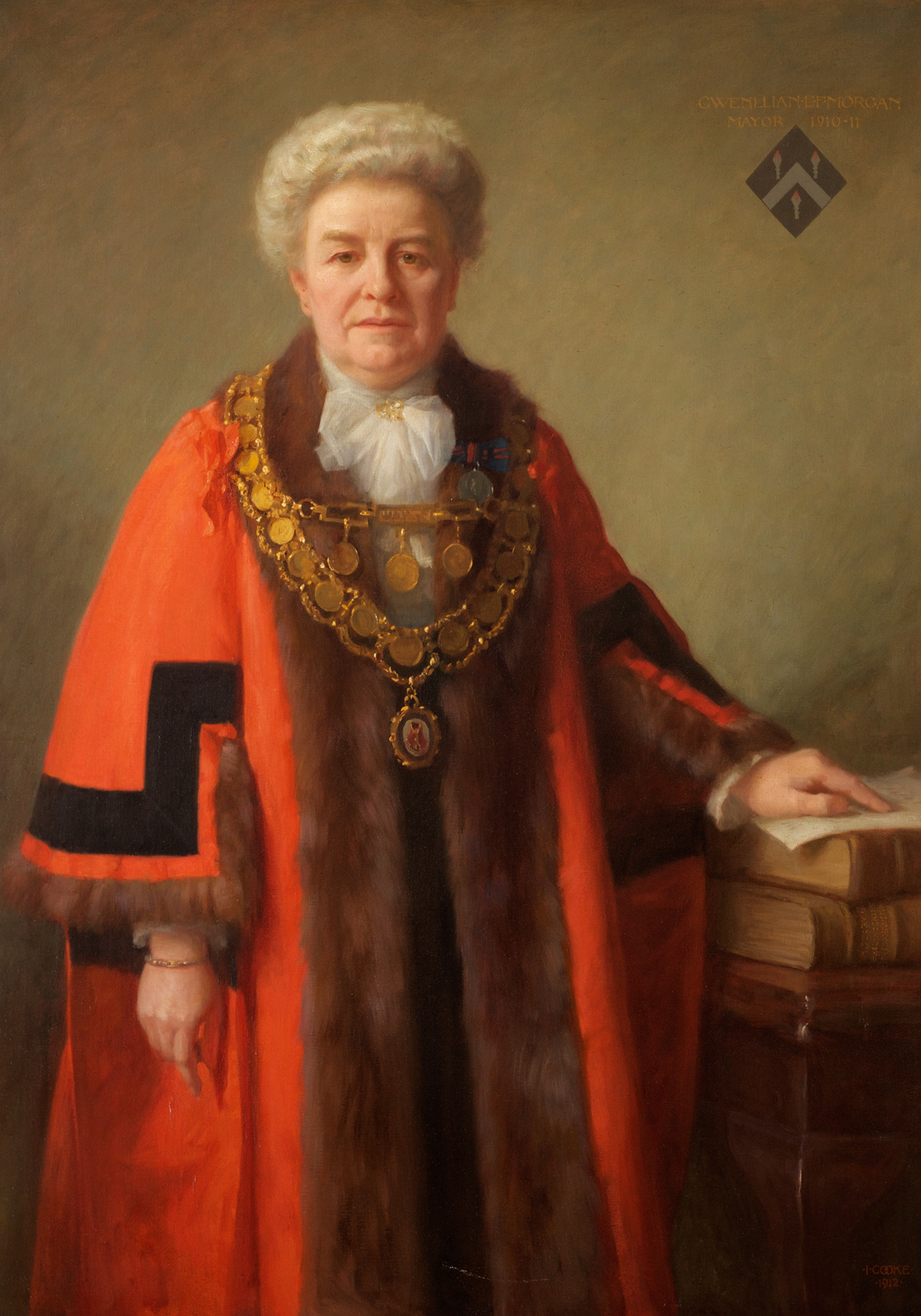
Miss Gwenllian E. F. Morgan, Coronation Mayor of Brecon, Isaac Cooke, 1912

Gwenllian Elizabeth Fanny Morgan, häufig nach ihrem Vater auch Miss Philip Morgan genannt (* 9. April 1852 in Defynnog, Brecknockshire; † 7. November 1939 in Brecon), war eine walisisch-britische Politikerin, Abstinenzlerin und Antiquitätenhändlerin. Sie war die erste Frau in Wales, die Mitglied eines Gemeinderats war und das Amt des Mayors bekleidete.

## Leben
Morgan war die Tochter von Margaret und Philip Morgan, Kurat in Bettws Pen-pont und Battle sowie Rektor in Llanhamlach. Nach dem Tod des Vaters im Jahr 1868 zog die Mutter mit ihren beiden Töchtern, Gwenllian und Ellen, nach Brecon.
Morgan engagierte sich sehr stark im öffentlichen Leben von Brecon und der Region, insbesondere im Bildungsbereich. Sie war die erste Frau in Wales, die in einen Stadtrat gewählt wurde, und die erste Frau in Wales, die von 1910 bis 1911 Bürgermeisterin in Brecon war. 1912 sammelten mehr als 900 Frauen das Geld für ein vollständiges Porträt, das der Liverpooler Künstler Isaac Cooke von ihr anfertigte. Auf dem Gemälde wurde festgehalten, dass sie die erste weibliche Bürgermeisterin und die coronation mayor, die Bürgermeisterin im Krönungsjahr von Georg V. war. Morgan wurde 1925 mit der Ehrendoktorwürde der University of Wales geehrt.  
Morgan war elf Jahre lang Mitarbeiterin der Woman’s Christian Temperance Union (WCTU) und zeigte großes Interesse an dieser Arbeit. Sie war Superintendentin für Petitionen und Verträge bei der internationalen WCTU, Mitglied des Exekutivausschusses der nationalen, britischen Organisation und Präsidentin der Ortsorganisation der WCTU. Darüber hinaus war sie lange Zeit mit der aktiven Arbeit für die Interessen von Frauen im Allgemeinen verbunden, sowohl auf politischer Ebene als auch im Hinblick auf das Frauenwahlrecht.
Morgan interessierte sich für Geschichte, Antiquitäten und Literatur und schrieb Artikel für zahlreiche Publikationen, darunter The Parish Magazine, The County Times oder Old Wales. A monthly magazine of antiquities for Wales and the Borders, herausgegeben von W. R. Williams aus Talybont-on-Usk. Morgan war eine Bewunderin der Werke des metaphysischen Dichters Henry Vaughan, der in der Nähe von Brecon gelebt hatte. Sie arbeitete zusammen mit Louise Imogen Guiney an einem Band über Vaughans Werk mit einer biografischen Skizze und historischen Notizen, aber die beiden Frauen starben, bevor sie die Arbeit beenden konnten. Ihre Forschungen wurden von F. E. Hutchinson für seine 1947 erschienene Biografie Henry Vaughan verwendet.
Morgan starb 1939 im Alter von 87 Jahren. Ihre Asche ihrem Wunsch gemäß zusammen mit der ihrer Schwester Nellie auf dem Friedhof von Pen-pont neben dem Grab ihrer Eltern beigesetzt-